# Muchrani
Muchrani (gruz. მუხრანი) – wieś w Gruzji, w regionie Mccheta-Mtianetia, w gminie Mccheta. W 2014 roku liczyła 6197 mieszkańców.